# МЗКТ-7930

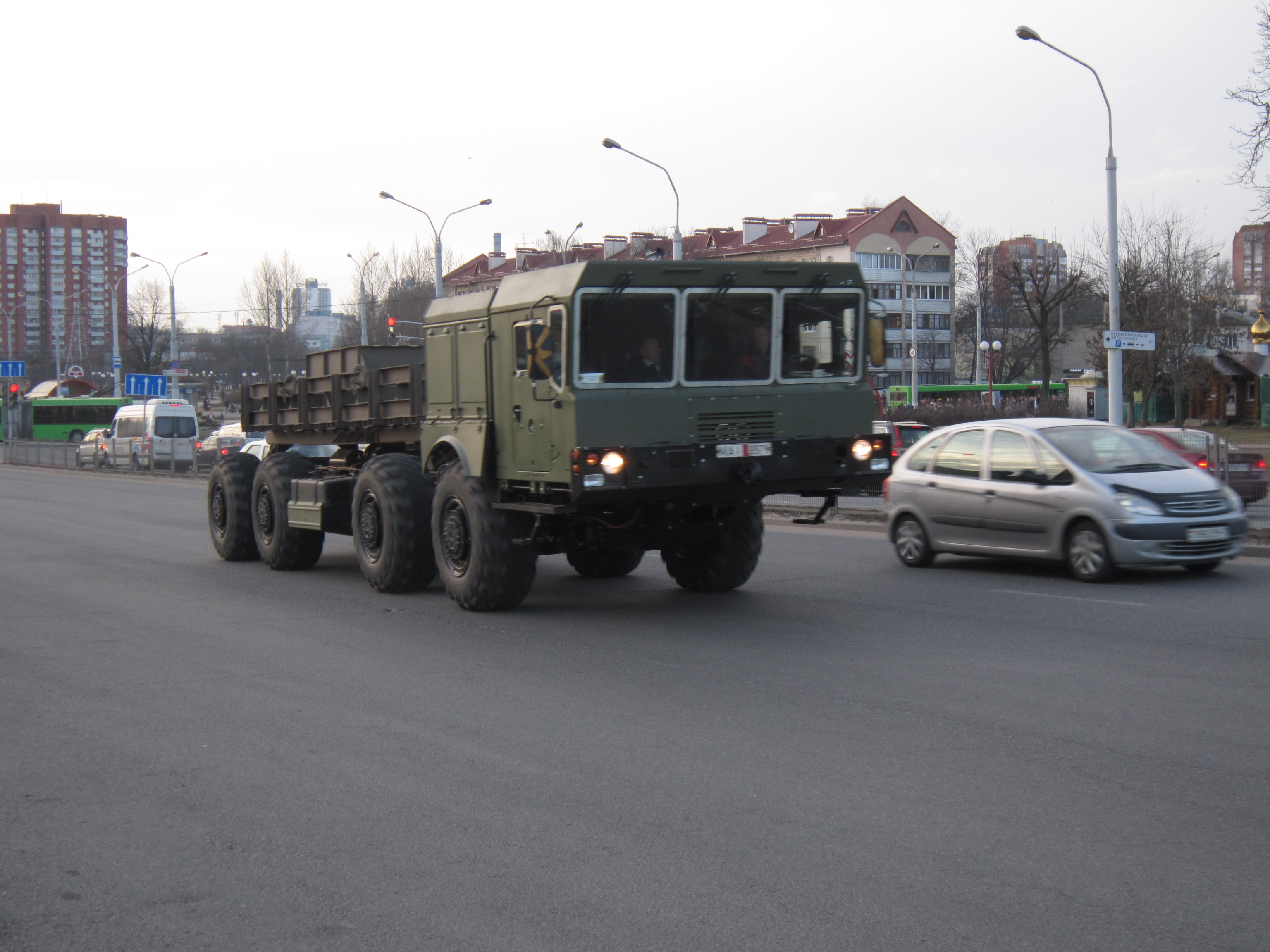
Шасі МЗКТ-7930 у Мінську біля заводу-виробника

МЗКТ-7930 - сімейство спеціальних колісних шасі та тягачів колісної формули 8×8 у класі з вантажопідйомністю від 17,8 до 25 тонн.
МЗКТ-7930 та його модифікації виробляються Мінським заводом колісних тягачів (Білорусія). Включає в себе серійно модифікації що випускаються на автошасі: МЗКТ-7930, МЗКТ-7930-300 і МЗКТ-79306, а також сідельного тягача МЗКТ-7415. На базі модифікацій МЗКТ-7930 розміщуються комплекси озброєння та військової техніки: ОТРК «Іскандер», БРК «Бал», БРК «Бастіон» , БРК «Club-M» , БСАУ А-222 «Берег» , РСЗВ «Ураган-1М» , РСЗВ «Полонез», а також береговий комплекс розвідки надводної та повітряної обстановки «Моноліт-Б» , антенні пости ЗРК С-400 «Тріумф» , машини забезпечення РКСП «Тополя-М» (бойового чергування - 15В240М , інженерного забезпечення та маскування - 15М69 ), важкий механізований міст ТММ-6  та ін. На шасі МЗКТ-7930 був змонтований перший дослідний зразок ЗРК С-500 "Прометей".

## Історія
15 грудня 1989 року Міністерство оборони СРСР на підставі Постанови Ради міністрів СРСР від 24 червня 1987 року відкрило дослідно-конструкторську роботу (ДКР) «Астролог», в рамках якої перед СКБ -1 Мінського автомобільного заводу (МАЗ) ставилося завдання створити шасі вантажопідйомністю 22 тонни та тягач з метою заміни морально застарілих спеціальних колісних шасі та тягачів (СКШТ) сімейств МАЗ-543 та МАЗ-7911 «Оплот»  .
Технічний проект був розроблений і затверджений до 1991 року, в 1991—1992 роках було виготовлено та випробувано макетний зразок МАЗ-79301   , вже в рамках працюючого самостійно Мінського заводу колісних тягачів (МЗКТ), який 7 лютого 1991 був виведений зі складу ВО «БелавтоМАЗ» .
Паралельно на Ярославському моторному заводі (ЯМЗ) була здійснена розробка сімейства двигунів автомобільного типу (у тому числі ЯМЗ-846 потужністю 500 к.с. для шасі з колісною формулою 8×8), які повинні були замінити танкові двигуни, що використовувалися раніше в СКШТ танкові двигуни. В 1991 на ЯМЗ почалося виготовлення перших дослідних зразків цих двигунів .
У 1992-1994 роках були виготовлені та випробувані дослідні зразки шасі МЗКТ-7930 та МЗКТ-79305 (з підвищеною до 25 тонн вантажопідйомністю), а також тягач МЗКТ-7415  .
Приймальні випробування МЗКТ-7930 проходили в період 1995-2000 років, у тому числі на полігоні Капустін Яр (Росія) та дорогах загального користування. Після 30-тисячного пробігу були виконані випробування в кліматичній камері при температурі -50 °С, потім - в аеродинамічній трубі, де проводилася оцінка стійкості до ударної хвилі .
30 грудня 1998 конструкторська документація МЗКТ-7930 була затверджена для серійного виробництва , через два роки почалося конвеєрне виробництво шасі .
У 2000 році було створено дослідний зразок експортної модифікації МЗКТ-79306, на якому було встановлено двигун фірми Deutz та автоматична коробка передач фірми Allison Engine Company. Конструкторська документація з шасі вантажопідйомністю до 25 тонн була затверджена для серійного виробництва в листопаді 2005  .
На початку лютого 2003 року шасі МЗКТ-7930 були прийняті на постачання Збройних сил Російської Федерації .
У 2014 році на полігоні 3-го ЦНДІ МО РФ у Бронницях (Московська область) відбулися приймальні випробування Міністерства оборони Російської Федерації шасі МЗКТ-7930-300  . Дане шасі на момент 2016 року було на постачанні Збройних сил Білорусії — вони використовуються як база під білоруську РСЗВ «Полонез».
На початку весни 2016 року з конвеєра Мінського заводу колісних тягачів зійшло тисячне шасі МЗКТ-7930 .

## Основні характеристики
|                                           | МЗКТ-7930 (шасі) | МЗКТ-7415 (тягач) | МЗКТ-7930-300 (шасі) | МЗКТ-79306 (шасі) |
| Характеристики                            | | | | |
| Колісна формула                           | 8×8 | 8×8 | 8×8 | 8×8 |
| Максимальна швидкість, км/год             | 70 | 70 | 70 | 75 |
| Максимальний підйом який може подолати, % | 55 | 55 | 55 | 60 |
| Кут в'їзду, град.                         | 25 | 25 | 25 | 25 |
| Кут з'їзду, град.                         | 35 | 45 | 35 | 35 |
| Дорожній просвіт, мм                      | 400 | 400 | 400 | 400 |
| Вертикальна перепона, мм                  | 350 | 350 | 350 | 350 |
| Бічний нахил, %                           | 40 | 40 | 40 | 40 |
| Радіус розвороту (по колії), м            | 15 | 15 | 15 | 14,5 |
| Глибина броду який може подолати, м       | 1,4 | 1,4 | 1,4 | 1,4 |
| Ширина рову який може подолати, м         | 2,0 | 2,0 | 2,0 | 2,5 |
| Запас ходу, км                            | 1000 | 1000 | 1000 | 1000 |
| Робоча температура, °C                    | –45 — +50 | –45 — +50 | –45 — +50 | –30 — +50 |
| Об'єм паливного бака, л                   | 2×385 | 2×385 | 2×385 | 2×385 |
| Авіатранспортабельність                   | Ан-22, Ан-124 | Ан-22, Ан-124 | Ан-22, Ан-124 | Ан-22, Ан-124 |
| Габарити                                  | | | | |
| Довжина, мм                               | 12669 | 10639 | 12669 | 12669 |
| Ширина, мм                                | 3070 | 3070 | 3070 | 3070 |
| Висота, мм                                | 3017 | 3025 | 3017 | 3017 |
| Вагові параметри                          | | | | |
| Повна маса автомобіля, кг                 | 43300 | 38800 | 45200 | 45000 |
| Маса спорядженого автомобіля, кг          | 20800 | 21000 | 20500 | 21000 |
| Вантажопідйомність, кг                    | 22200 | 17800 | 24200 | 24000 |
| Допустиме навантаження на осі:            | | | | |
| 1-а і 2-а                                 | 2×10350 | 2×9150 | 2×11050 | 2×10950 |
| 3-а і 4-а                                 | 2×11325 | 2×10250 | 2×11550 | 2×11550 |
| Двигун                                    | ЯМЗ-846, дизельний, V-подібний, 8-циліндровий | ЯМЗ-846, дизельний, V-подібний, 8-циліндровий | ЯМЗ-846, дизельний, V-подібний, 8-циліндровий | Deutz BF8M1015C, дизельний, V-подібний, 8-циліндровий                                                                                                  |
| Потужність, кВт (к.с.) при 2100 хв−1      | 370 (503) | 370 (503) | 370 (503) | 400 (544) |
| Максимальний крутний момент, Нм (кгсм)    | 1960 (200) | 1960 (200) | 1960 (200) | 2350 |
| Трансмісія                                | ГМП МЗКТ-5561, механічна | ЯМЗ-202-04, механічна | ГМП МЗКТ-5561, автоматична | Allison HD45P, автоматична |
| Число передач:                            | | | | |
| вперед                                    | 6 | 9 | 6 | 6 |
| назад                                     | 1 | 1 | 1 | 1 |
| Роздавальна коробка (для всіх моделей)    | Двошвидкісна, з блокуючим міжтележковим дифференціалом | Двошвидкісна, з блокуючим міжтележковим дифференціалом | Двошвидкісна, з блокуючим міжтележковим дифференціалом | Двошвидкісна, з блокуючим міжтележковим дифференціалом                                                                                                 |
| Передатні числа                           | 1:1,00/1:1,601 | 1:1,00/1:1,601 | 1:1,00/1:1,601 | 1:1,00/1:1,601 |
| 1-а і 2-а осі                             | Управляємі, ведучі | Управляємі, ведучі | Управляємі, ведучі | Управляємі, ведучі |
| Ведучі осі (для всіх моделей)             | Центральні редуктори з міжосьовим і міжколісними дифференціалами, планетарні колісні редуктори                                                              | Центральні редуктори з міжосьовим і міжколісними дифференціалами, планетарні колісні редуктори                                                               | Центральні редуктори з міжосьовим і міжколісними дифференціалами, планетарні колісні редуктори                                                              | Центральні редуктори з міжосьовим і міжколісними дифференціалами, планетарні колісні редуктори                                                         |
| Підвіска                                  | Незалежна, торсіона, підсилені амортизатори | Незалежна, торсіонна, гідравлічні амортизатори | Незалежна, торсіона, підсилені амортизатори | Незалежна, торсіонна, гідравлічні амортизатори |
| Кермове управління                        | Ліве/праве кермо, гідравлічний підсилювач | Ліве кермо, гідравлічний підсилювач | Ліве/праве кермо, гідравлічний підсилювач | Ліве кермо, гідравлічний підсилювач |
| Гальмівна система (для всіх моделей)      | Двоконтурна, з пневмогідравлічним урухомником | Двоконтурна, з пневмогідравлічним урухомником | Двоконтурна, з пневмогідравлічним урухомником | Двоконтурна, з пневмогідравлічним урухомником |
| Шини                                      | 1500×600-635, безкамерні, система центрального накачування шин                                                                                              | 1500×600-635, безкамерні, система центрального накачування шин                                                                                               | 1500×600-635, безкамерні, система центрального накачування шин                                                                                              | Michelin 20,5R25, безкамерні, система центрального накачуання шин                                                                                      |
| Рама                                      | Жорстка, лонжеронного типу, переріз лонжеронів — швелерне. Металевий бампер. Обладнана переднім і заднім буксирними пристроями                              | Жорстка, лонжеронного типу, переріз лонжеронів — швелерне. Металевий бампер. Обладнана спереду двома буксирними вилками, ззаду — буксирними пристроями       | Жорстка, лонжеронного типу, переріз лонжеронів — швелерне. Металевий бампер. Обладнана спереду двома буксирними вилками, ззаду — буксирними пристроями      | Жорстка, лонжеронного типу, переріз лонжеронів — швелерне. Металевий бампер. Обладнана спереду двома буксирними вилками, ззаду — буксирними пристроями |
| Кабіна                                    | Жорстка, склопластикова, 2-дверна, 3-місна, регульоване кермове колесо, інформативна панель приладів з регулюванням яскравості підсвітки, лампа для читання | Жорстка, склопластикова, 2-дверна, 3-місна, обладнана органами управління і контрольно-вимірювальними приладами і забезпечує розміщення обладнання замовника | Жорстка, склопластикова, 2-дверна, 3-місна, регульоване кермове колесо, інформативна панель приладів з регулюванням яскравості підсвітки, лампа для читання | Жорстка, склопластикова, 2-дверна, 3-місна, забезпечує розміщення обладнання замовника, двох приладів нічного бачення                                  |
| Електрообладнання                         | | | | |
| Номінальна напруга                        | 24 В | 24 В | 24 В | 24 В |
| Акумулятори, Агод                         | 4×380 | 4×190 | 4×380 | 4×190 |
| Опції (для всіх моделей)                  | | | | |
|                                           | Потужний опалювач/вентилятор | | | |
|                                           | Повітряний кондиціонер | | | |
|                                           | Автономний опалювач | | | |
|                                           | Лебідка | | | |
|                                           | Броньована кабіна | | | |
|                                           | Шини з системою Runflat | | | |

## Галерея

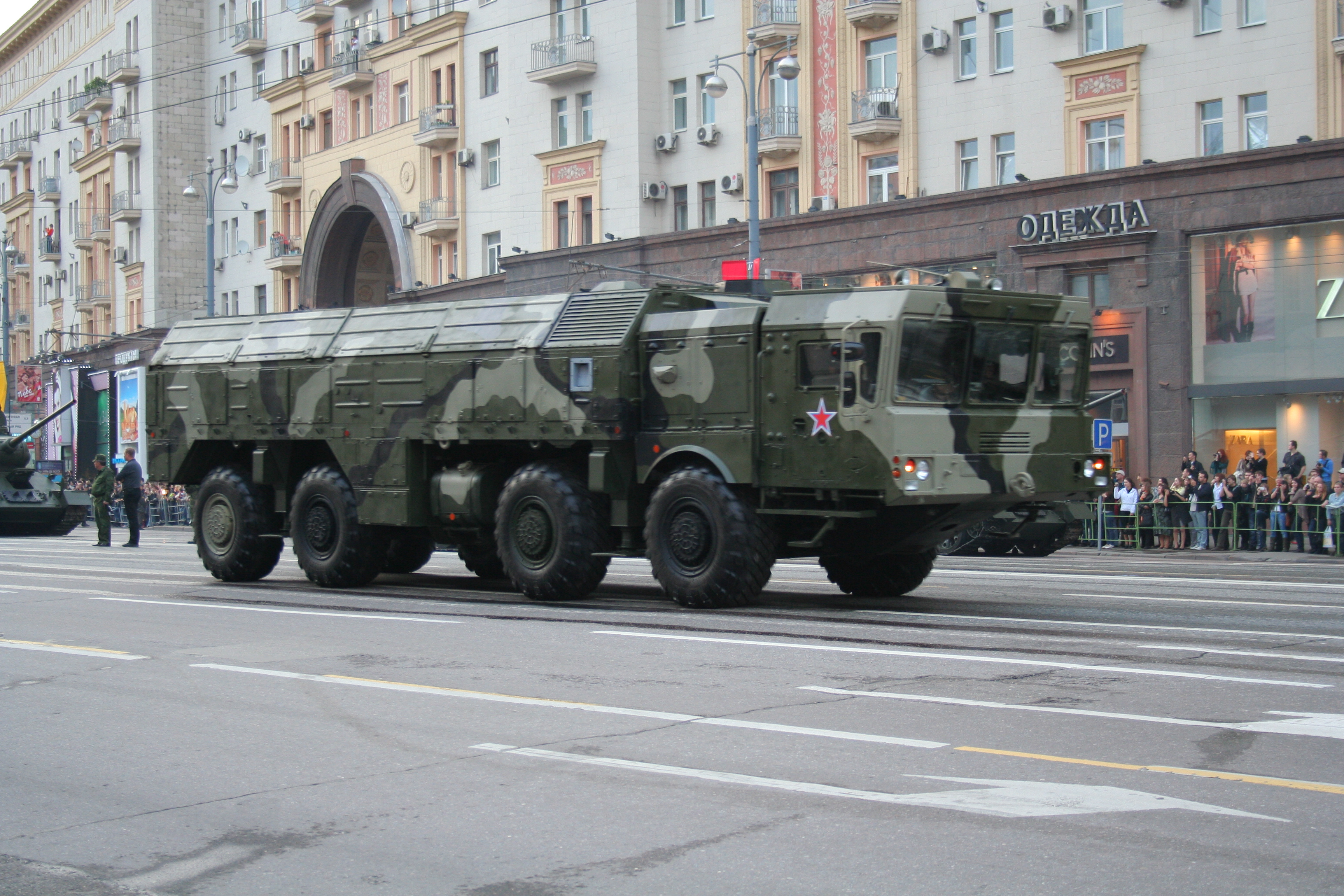
Самохідна пускова установка 9П78-1 ОТРК «Іскандер-М»
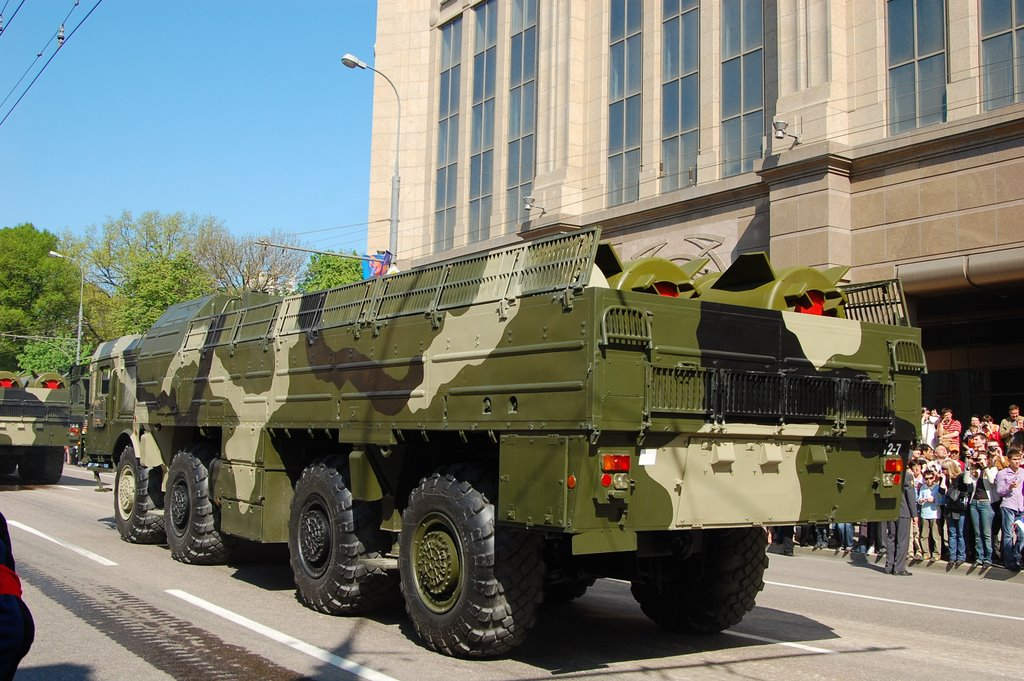
Транспортно-заряджальна машина 9Т250 ОТРК «Іскандер-М»
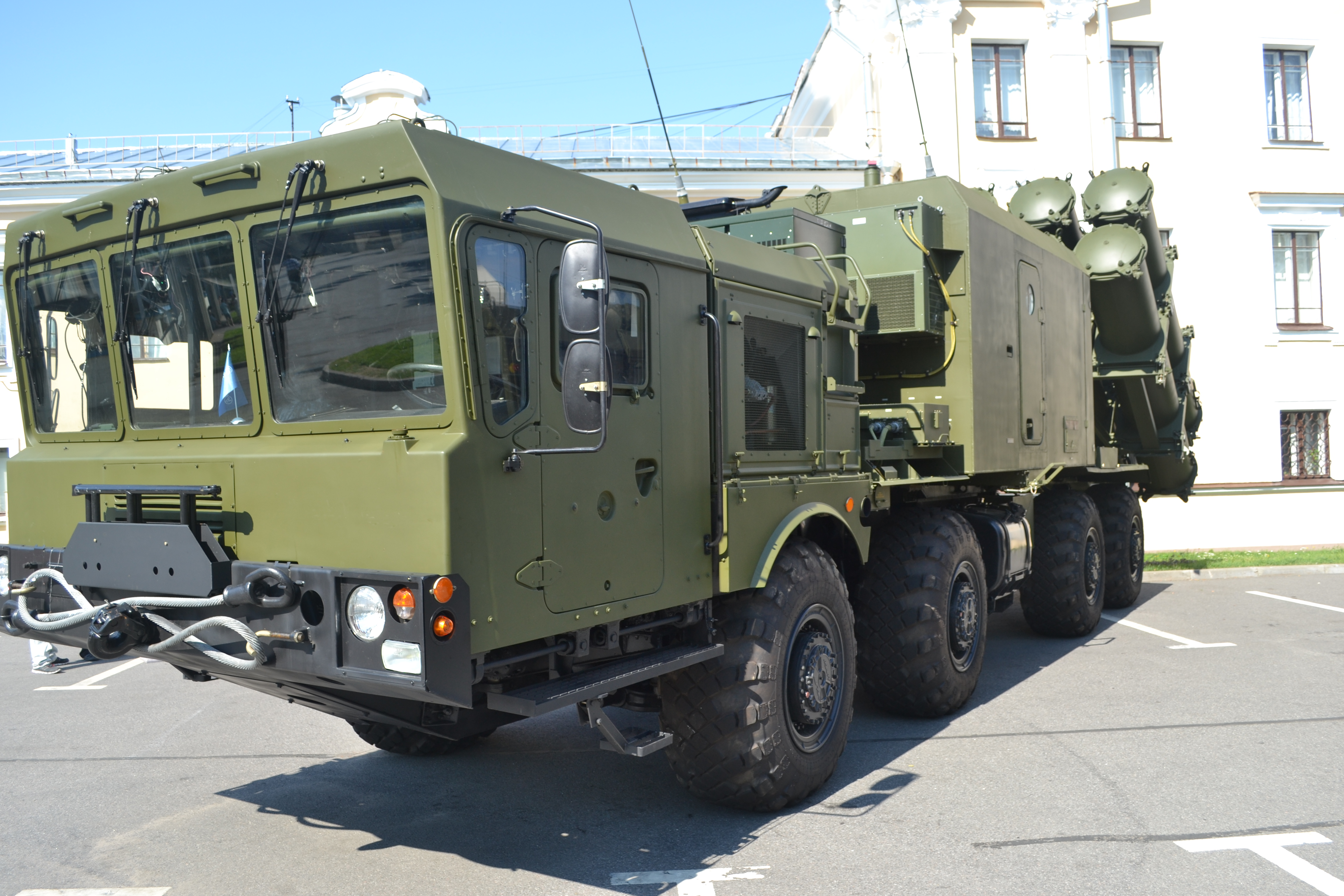
Самохідна пускова установка БРК «Бал-Е»
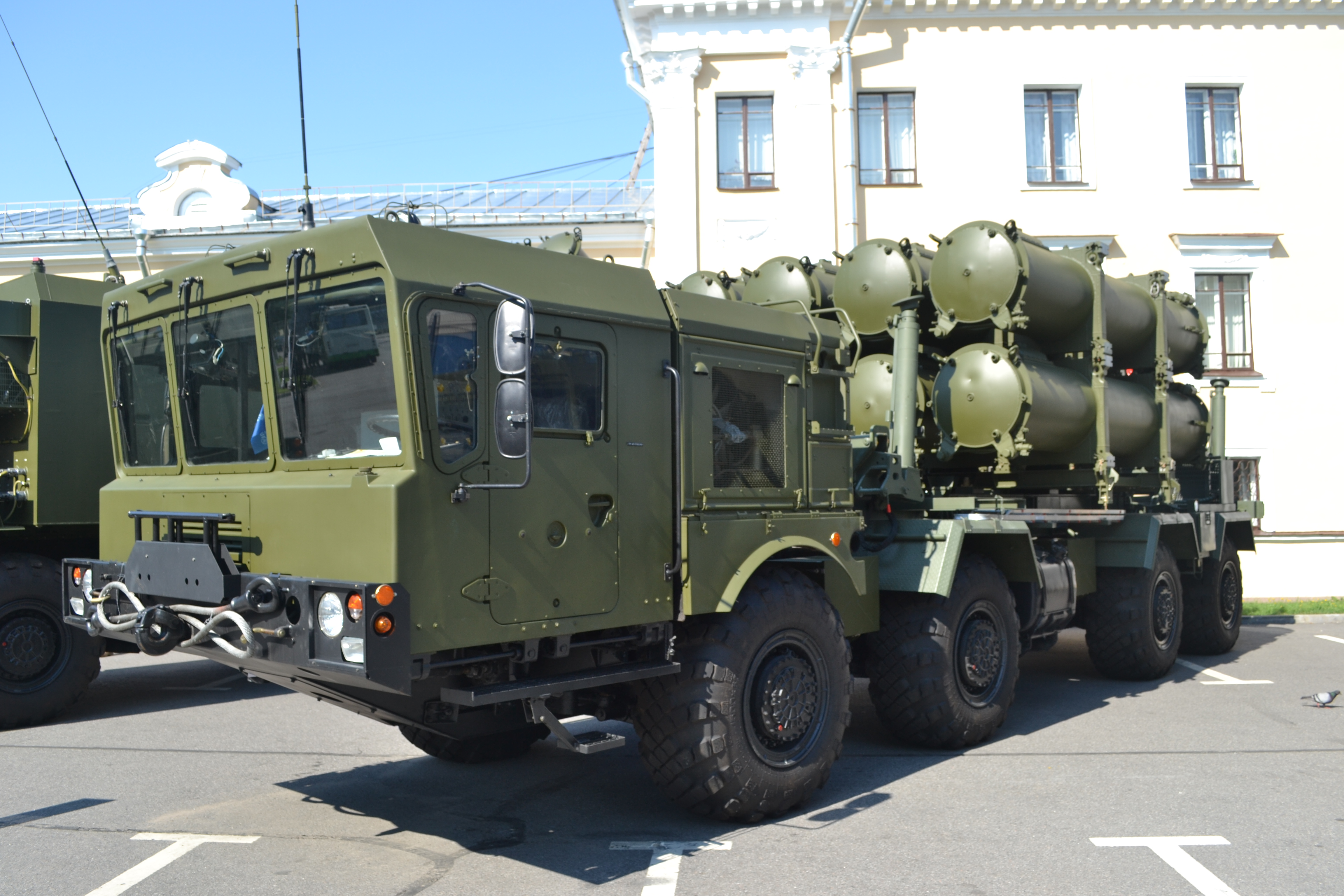
Транспортно-перевантажувальна машина БРК «Бал-Е»
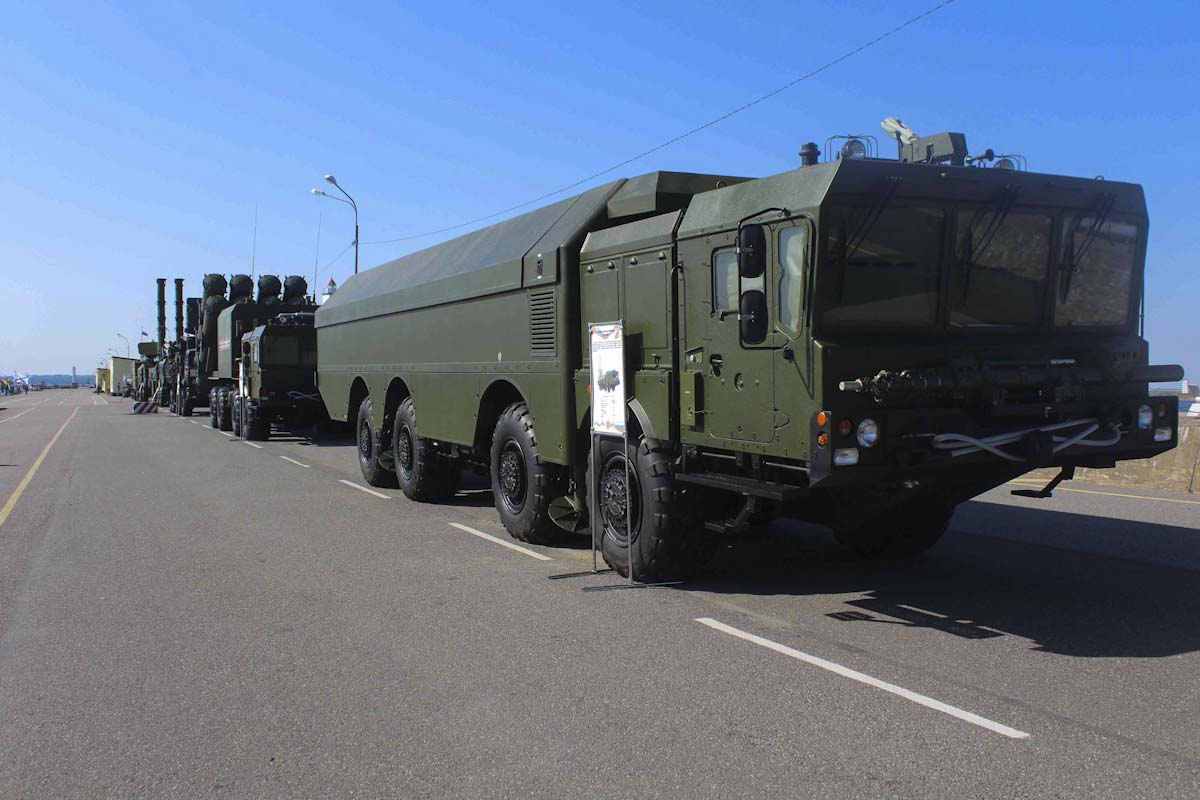
Самохідна пускова установка БРК « Бастіон »
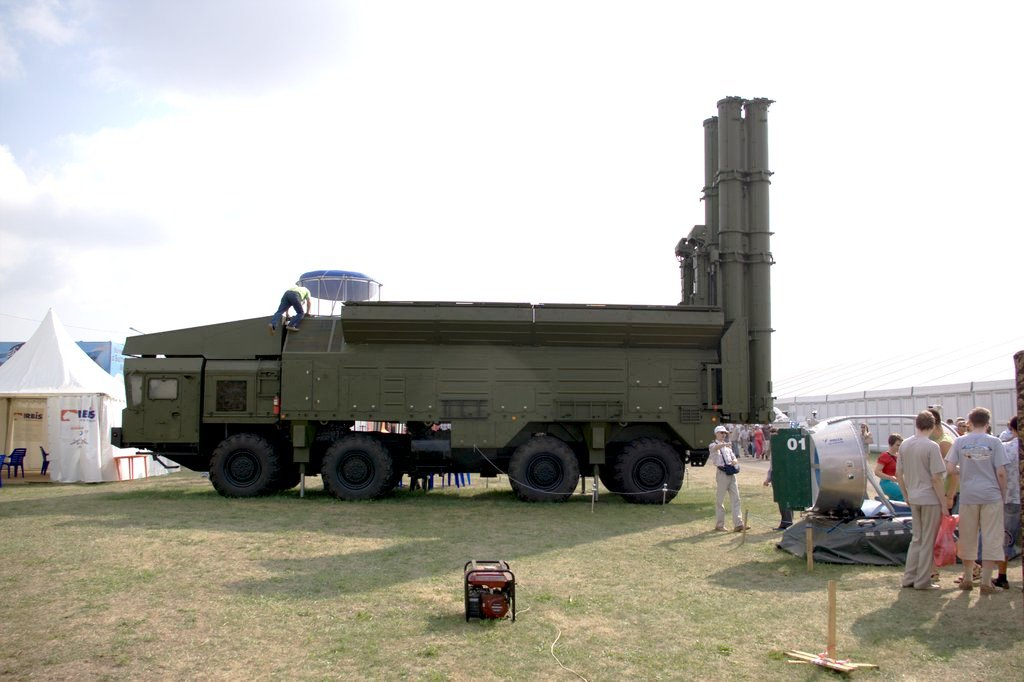
Рухомий БРК "Club-M" ("Калібр-М")
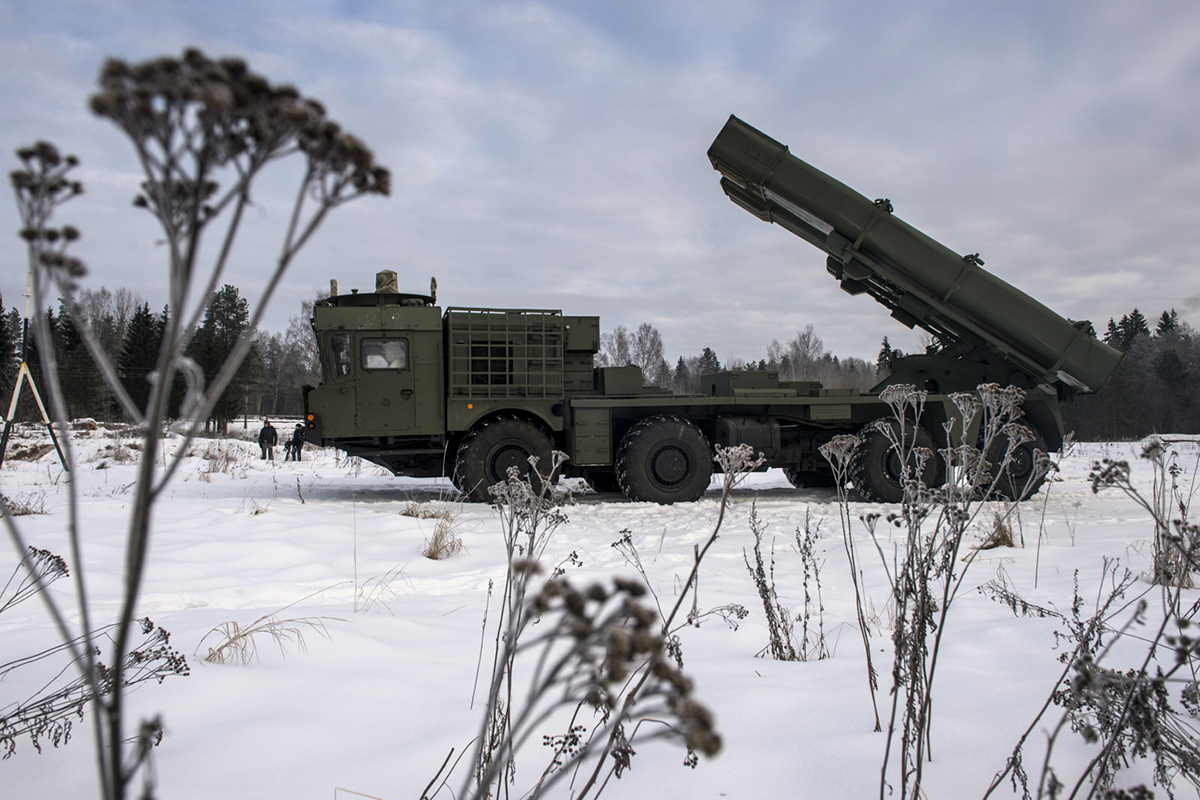
Бойова машина 9А53 РСЗВ «Ураган-1М»
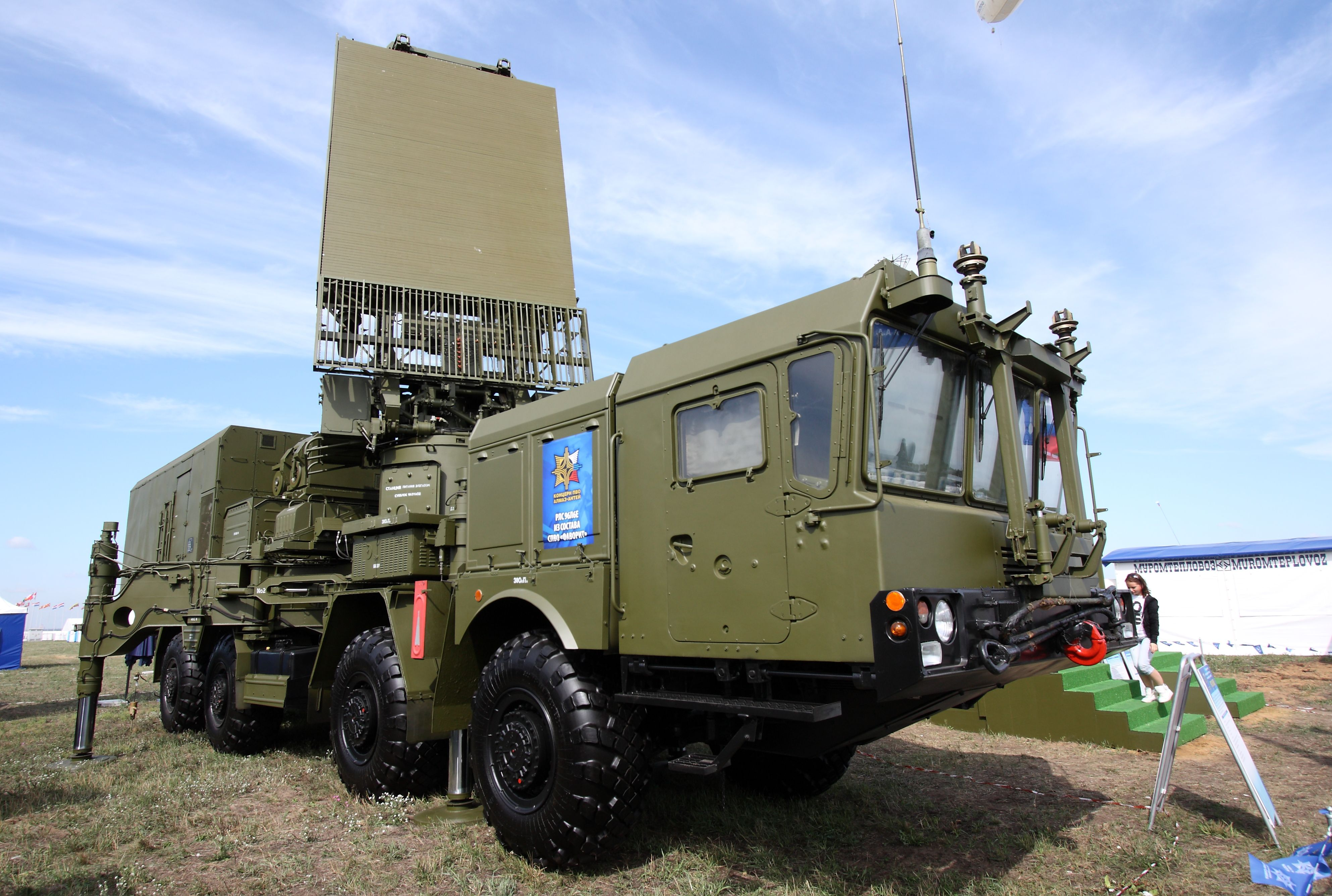
Радіолокаційна станція 96Л6Е зі складу СПВО «Фаворит»
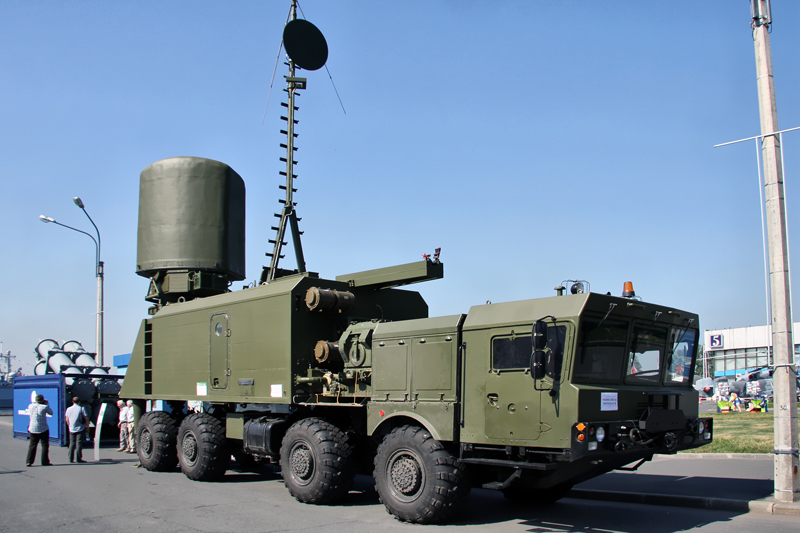
Береговий комплекс розвідки надводної та повітряної обстановки «Моноліт-Б»
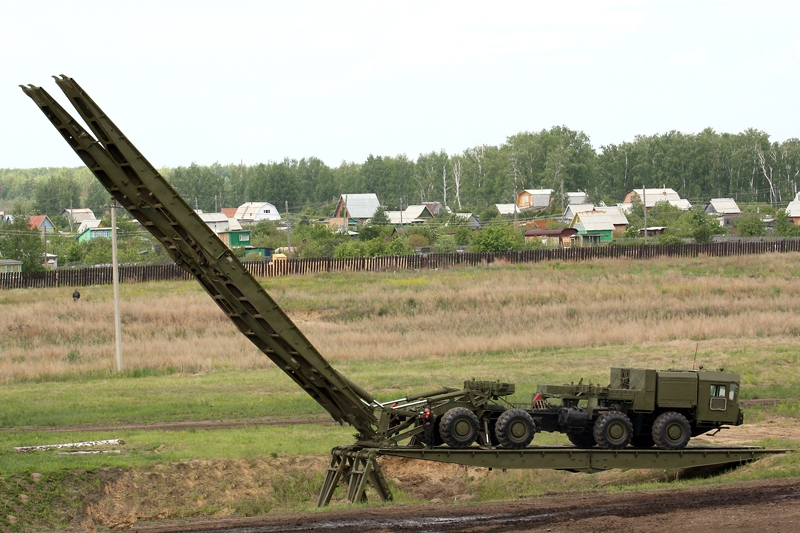
Важкий механізований міст ТММ-6
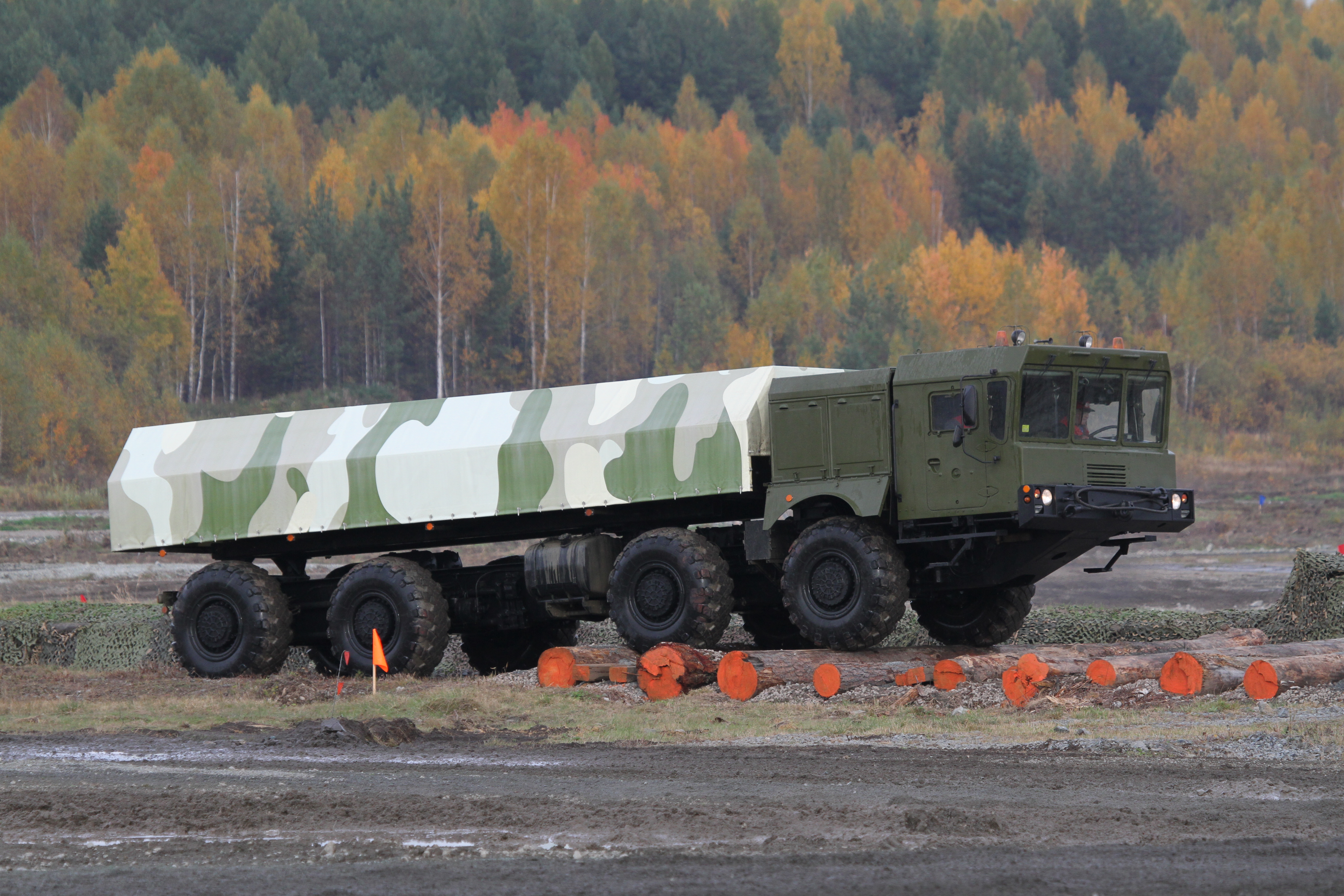
МЗКТ-7930-300 під час випробувань